# Aigondiceps kunzi
Aigondiceps kunzi is een eenoogkreeftjessoort uit de familie van de Tetragonicipitidae. De wetenschappelijke naam van de soort is voor het eerst geldig gepubliceerd in 1974 door Marinov.